# María Dolores Calvet

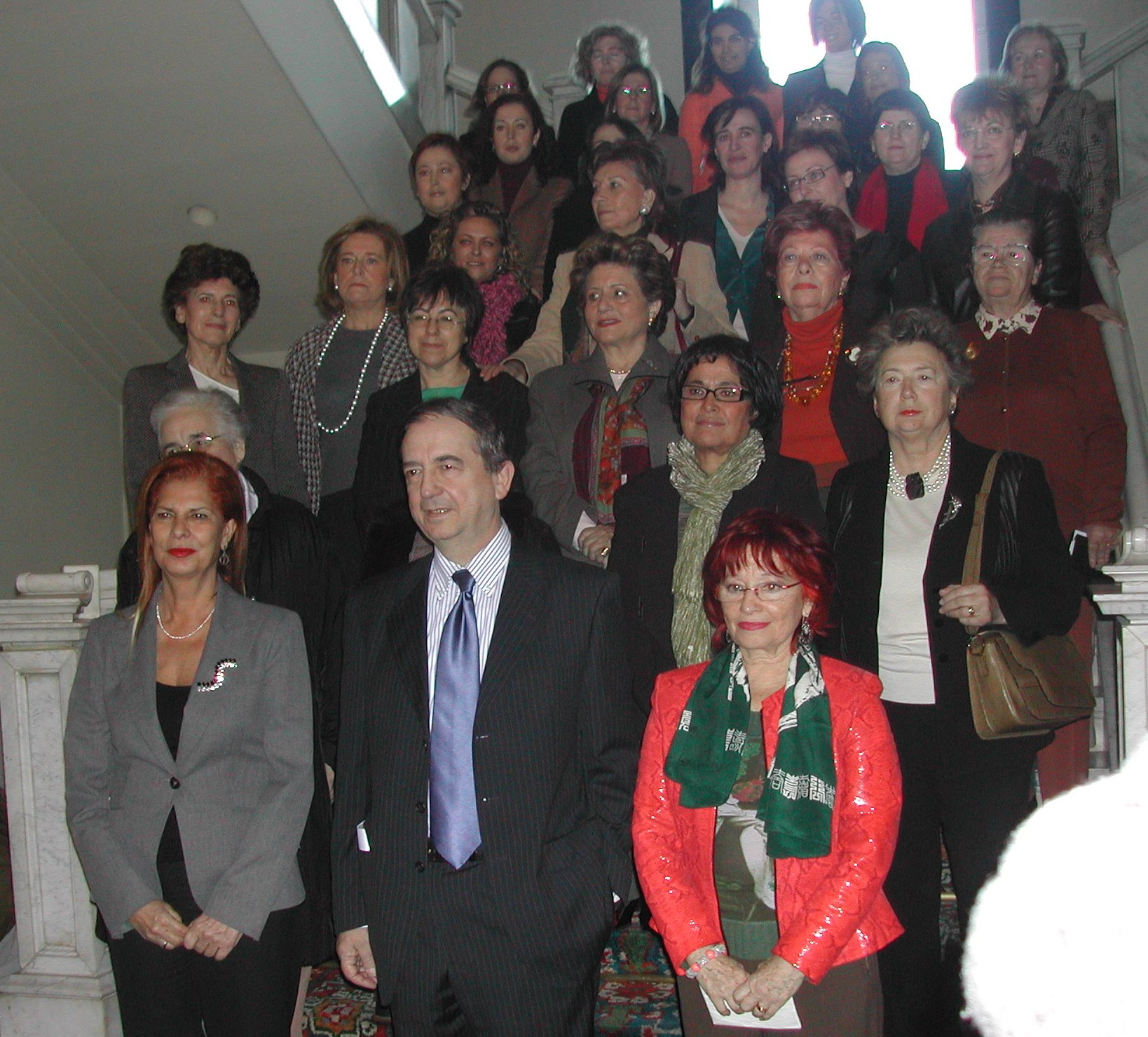
Reunión en el Senado de senadoras y diputadas de la Legislatura Constituyente. Madrid enero 2006

María Dolors Calvet i Puig (Sabadell, 11 de abril de 1950) es una urbanista, periodista y política española.

## Biografía
Licenciada en Ciencias de la Información por la Universidad Autónoma de Barcelona y doctora por la Universidad Politécnica de Cataluña. Ha sido profesora de Urbanismo y Ordenación del Territorio del Departamento de Ingeniería de la Construcción de la Universidad Politécnica de Cataluña. Pertenece al grupo de investigación GIOPACT (Grupo de Igualdad de Oportunidades en la Arquitectura, la Ciencia y la Tecnología) y ha colaborado con el Instituto Catalán de las Mujeres de la Generalidad de Cataluña.

## Actividad política
A principios de los años 1970 marchó a vivir a Hospitalet de Llobregat, donde organizó el comité local del Partido Socialista Unificado de Cataluña (PSUC) y participó en un viaje a Italia para reclamar solidaridad y apoyo a los procesados en el Proceso 1001. En 1974 fue una de las revitalizadoras de la Asociación de Mujeres Universitarias, vinculada al PSUC, y en noviembre del mismo año formó parte de la delegación del Partido Comunista de España-PSUC que participó en la Conferencia de los Partidos Comunistas de los Países Capitalistas de Europa sobre la condición femenina, celebrada en Roma. Poco después fue nombrada miembro de los Comités Central y Ejecutivo del PSUC. Fue una de las impulsoras de la Comisión del PSUC para la Liberación de la Mujer, que desde el IV Congreso del partido (junio de 1977) se convirtió en Comisión del Comité Central. También participó en las reuniones de la Asociación de los Amigos de las Naciones Unidas para celebrar el Año Internacional de la Mujer (1975) y fue miembro de la Comisión Organizadora de las I Jornadas Catalanas de la Mujer de 1976.
El 8 de marzo de 1976 participó en la organización de la manifestación ante la cárcel de mujeres de Barcelona pidiendo la abolición de la legislación discriminatoria contra las mujeres y la expulsión de la orden de las Cruzadas Evangélicas que administraba la prisión, así como medidas efectivas para rehabilitar las mujeres encarceladas. La manifestación se repitió el mismo día de 1977 y fue disuelta por la policía con mangueras de agua.
En las elecciones generales de 1977 fue elegida diputada por el PSUC en la provincia de Barcelona, y formó parte, entre otros, de la Comisión de Obras Públicas y Urbanismo, de la Comisión Especial de Medio Ambiente y de los Problemas de la Tercera Edad del Congreso de los Diputados. También fue miembro del Consejo Asesor de Radio Televisión Española en Cataluña.
Participó en la redacción del Estatuto de Autonomía de Cataluña de 1979. Posteriormente fue elegida diputada por Barcelona en las elecciones al Parlamento de Cataluña de 1980 por el PSUC, y fue también concejala de urbanismo (1994) y teniente de alcalde (1999-2003) del Ayuntamiento de Sabadell por la Entesa per Sabadell.